# シグマA・P・Oシステム販売
シグマA・P・Oシステム販売株式会社（英称： SIGMA A.P.O SYSTEM SALES CO., LTD.）は、オフィス用家具、マウス等のパソコン周辺機器等の企画・製造・販売を行なっていた日本の企業。2011年10月11日に破産。廃業した。

## 沿革
- 1968年　「シグマ」のブランドでAV機器の販売を開始。
- 1975年　パソコンデスクの販売を開始。
- 1983年　シグマA・P・Oシステム販売株式会社を設立。
- 1991年　OAフィルター・ケーブル・アダプター類の販売を開始。
- 1993年　PC周辺機器のラインナップを拡充。キーボード、マウスなどの販売を開始。
- 2000年　サーバーラックの販売を開始。
- 2007年　ゲーム専用デバイスブランド「DHARMAPOINT」立ち上げ。